# Max Schönhaus
Max Schönhaus (* 1. August 2007) ist ein deutscher Tennisspieler. Er gewann 2024 die Juniorenausgabe von Wimbledon im Doppel und stand 2025 im Finale der French Open.

## Persönliches
Max Schönhaus stammt aus dem Sauerland und wuchs in Niederense auf. Er lebt und trainiert am TNB-TennisBase in Hannover.

## Karriere
2021 gewann Schönhaus das European U14 Masters im Monte Carlo Country Club, wo er im Finale seinen Landsmann Justin Engel besiegte. Seit 2021 ist er auf der ITF Junior Tour aktiv und noch bis Ende 2025 spielberechtigt. 2023 erreichte er ein kombiniertes Ranking von Platz 65, was ihm die Teilnahme an allen vier Grand-Slam-Turnieren im Jahr 2024 ermöglichte. Im Einzel erreichte er dreimal die zweite Runde, während er im Doppel durchgängig mindestens das Viertelfinale erreichte. Zusammen mit Alexander Razeghi gelang ihm bei den French Open der Einzug ins Halbfinale, ehe sie in Wimbledon den Titel gewannen, unter anderem durch einen Sieg über die topgesetzten Federico Cinà und Maxim Mrva. Zudem gewann Schönhaus einen unterklassigen Einzeltitel sowie das J1 College Park im Doppel. Im September 2024 erreichte er mit Rang 16 seine bis dahin höchste Position in der Junioren-Rangliste.
Im Juni 2025 erreichte er das Finale der French Open, in dem er Niels McDonald in drei Sätzen unterlag. Kurz darauf stieg er auf Platz 14.
Ab 2023 trat Schönhaus auch bei Profiturnieren an, vor allem auf der ITF Future Tour. Er erreichte ein Viertelfinale im Einzel und ein Halbfinale im Doppel, wodurch er erste Punkte für die Tennisweltrangliste sammelte. Beim Challenger-Turnier in Lüdenscheid gewann er sein erstes Match im Doppel an der Seite von Tom Gentzsch.